# دهستان الموت پائین
دهستان الموت پائین نام دهستانی در بخش الموت شرقی شهرستان قزوین، استان قزوین در ایران است. براساس سرشماری مرکز آمار ایران در سال ۱۳۹۰، جمعیت آن ۲٬۹۹۹ نفر (۱٬۱۴۴ خانوار) بوده‌است.